# Nannostomus
Cá bút chì (Danh pháp khoa học: Nannostomus) là một chi cá trong họ Lebiasinidae. Chúng có tên gọi này do hình dáng bên ngoài của chúng giống cây bút chì. Nhiều loài trong chi này được ưa chuộng để làm cảnh.

## Các loài
Có 19 loài đã được ghi nhận trong chi này
- Nannostomus anduzei Fernández & S. H. Weitzman, 1987
- Nannostomus beckfordi Günther, 1872 (golden pencilfish)
- Nannostomus bifasciatus Hoedeman, 1954 (two-lined/whiteside pencilfish)
- Nannostomus britskii S. H. Weitzman, 1978 (spotstripe pencilfish)
- Nannostomus digrammus (Fowler, 1913) (two-stripe pencilfish)
- Nannostomus eques Steindachner, 1876 (brown pencilfish/diptail)
- Nannostomus espei (Meinken, 1956) (Espe's/barred pencilfish)
- Nannostomus grandis Zarske, 2011[2]
- Nannostomus harrisoni (C. H. Eigenmann, 1909) (Harrison's/blackstripe pencilfish)
- Nannostomus limatus S. H. Weitzman, 1978 (elegant pencilfish)
- Nannostomus marginatus C. H. Eigenmann, 1909 (dwarf pencilfish)
- Nannostomus marilynae S. H. Weitzman & Cobb, 1975 (Marilyn's/greenstripe pencilfish)
- Nannostomus minimus C. H. Eigenmann, 1909 (least pencilfish)
- Nannostomus mortenthaleri Paepke & Arendt, 2001 (coral-red pencilfish)
- Nannostomus nigrotaeniatus Zarske, 2013[3]
- Nannostomus nitidus S. H. Weitzman, 1978 (shining pencilfish)
- Nannostomus rubrocaudatus Zarske, 2009
- Nannostomus trifasciatus Steindachner, 1876 (three-stripe pencilfish)
- Nannostomus unifasciatus Steindachner, 1876 (one-line pencilfish)